# Jascha Washington
Jascha Akili Washington (ur. 21 czerwca 1989 w Hrabstwie Kings) – amerykański aktor i piosenkarz. Kiedy skończył 3 lata, jego rodzina przeniosła się do Los Angeles.

## Filmografia
- Brooklyn South (1997)
- Wróg publiczny (1998)
- The Wood (1999) - jako Brat Mike'a
- 3 Strikes (2000)
- Agent XXL (2000) - jako Trent Pierce
- Antwone Fisher(2002)
- Jack i Bobby (2005) - jako Brad Whistler
- Nie ma to jak hotel (2005) - jako Drew
- Byle do przodu (2006) - jako Howard
- Ostatnie wakacje (2006) - jako Darius
- Agent XXL 2 (2006) - jako Trent (cameo)
- Like Mike 2: Streetball (2006) - jako Jerome Jenkins
- Zabójcze umysły (2006) - jako James Barfield
- Dr. House (2007) - jako Nick
- The Final (2010) - jako Kurtis
- CSI: Kryminalne zagadki Las Vegas (2010) - jako Student
- Nie-przyjaciele (2012) - jako Kendall Brandon
- Telekinetic (2012) - jako James Peterson